# Xiao Deqiang
Xiao Deqiang (ur. 4 listopada 1977) – chiński judoka.
Uczestnik mistrzostw świata w 1999; brązowy medalista w drużynie w 2007. Startował w Pucharze Świata w 1999. Piąty na mistrzostwach Azji w 2004. Brązowy medalista igrzysk Azji Wschodniej w 2001 roku.